# Arbeitsmigration
Arbeitsmigration oder Erwerbsmigration ist die Wanderung (lat. migratio) von Menschen zum Zweck der Arbeitsaufnahme. Der Schwerpunkt der Arbeitskräftewanderung geht aus wirtschaftlich schwächeren Länder in wirtschaftlich weiter entwickelte Länder. Die Abwanderung gut ausgebildeter Fachkräfte wird als Talentabwanderung (Brain Drain) bezeichnet.

## Ursachen
Wesentliche Ursache ist ein Fehlallokation auf dem Faktormarkt. Fehlende Arbeitsplätze oder Unterbeschäftigung in einem Land oder einer Region führen dazu, dass Menschen in Regionen mit höherer Nachfrage nach Arbeitskräften abwandern. Lohngefälle und bessere Arbeitsbedingungen in anderen Ländern ziehen Arbeitskräfte an, um an höheren Löhnen oder besseren beruflichen Entwicklungsmöglichkeiten teilzuhaben.
Die Migration kann durch kulturelle oder persönliche Umstände gefördert oder gebremst werden. Kulturelle Migrationserwartungen können beispielsweise die Abwanderung von Arbeitskräften fördern, Erwartungen, bei der Familie zu bleiben oder das Hab und Gut zu verwalten, entsprechend bremsen.
Damit ist die Arbeitsmigration abzugrenzen von der Migration aus politischen Gründen und der Migration aus persönlichen Gründen (z. B. Heiratsmigration, Familiennachzug, Bildungsmigration, Auswanderung aus Abenteuerlust).

## Wirkung

### Volkswirtschaft
Bei Volkswirtschaften mit Leistungsbilanzdefiziten und ohne starke Finanzmärkte sind Rücküberweisungen von Migranten (Remittances) wesentlich, um die Übertragungsbilanz zu stärken und die für Einfuhren notwendigen Devisen zu erhalten. Ohne Rücküberweisungen würden Staaten mit Leistungsbilanzdefiziten und wenig attraktiven Finanzmärkten und fehlenden ausländischen Direktinvestitionen in eine Währungskrise kommen. Für viele Staaten können Rücküberweisungen einen wichtigen Teil des Bruttoinlandsprodukts ausmachen.
| Länder weltweit | Anteil am Bruttoinlandsprodukt | Länder in Europa        | Anteil am Bruttoinlandsprodukt |
| --------------- | ------------------------------ | ----------------------- | ------------------------------ |
| Tadschikistan   | 39,1 %                         | Republik Moldau         | 11,8 %                         |
| Nepal           | 26,5 %                         | Montenegro              | 10,9 %                         |
| Libanon         | 30,7 %                         | Bosnien und Herzegowina | 10,4 %                         |
| Nicaragua       | 26,8 %                         | Albanien                | 9,0 %                          |
| Honduras        | 25,7 %                         | Serbien                 | 7,7 %                          |
| El Salvador     | 24,1 %                         | Kroatien                | 7,4 %                          |
| Haiti           | 19,7 %                         | Ukraine                 | 8,5 %                          |
| Jamaika         | 18,9 %                         | Rumänien                | 2,8 %                          |
| Guatemala       | 19,6 %                         | Bulgarien               | 2,4 %                          |
| Gambia          | 23,3 %                         | Ungarn                  | 2,2 %                          |
| Liberia         | 18,2 %                         | Georgien                | 13,8 %                         |
| Südsudan        | 15,6 %                         | Griechenland            | 0,2 %                          |

Quelle: 2023
Die Arbeitsmärkte werden entlastet, was zu einer besseren Allokation auf dem Faktormarkt führt. Das geringe Arbeitskräfteangebot kann im Heimatland zu steigenden Löhnen führen (Lohnkonvergenz). Der Verlust von Fachkräften kann Regierungen dazu bewegen, bessere Arbeits- und Lebensbedingungen zu schaffen, um Talente im Land zu halten. Auswanderung und Rückwanderungen können zum Wissenstransfer betragen.
Andererseits kann wegen höherer Löhne im Ausland vorübergehend ein Arbeitskräftemangel im Inland eintreten, der die weitere wirtschaftliche Entwicklung behindern kann. Das Steuersubstrat wird geschwächt. Investitionen in Bildung und Ausbildung der eigenen Bürger können verloren gehen.

### Gesellschaft
Durch starke Abwanderung vor allem junger Menschen können ganze Landstriche überaltern. Wenn ein Geschlecht überdurchschnittlich das Land verlässt, kann sich diese Auswanderung nochmals verschärfend auf die demographische Lage einer Gegend auswirken.
Es werden oft Familien jahrelang zerrissen. Die psychosozialen Folgen für die Familien können beträchtlich sein. Manchmal fällt es rückkehrenden Gastarbeitern schwer, sich in ihrer Heimat wieder einzufinden. Sie sind zerrissen zwischen alter und neuer Heimat und werden oft von den Daheimgebliebenen abgelehnt.

## Bezeichnungen: Fremdarbeiter, Gastarbeiter, ausländischer Arbeitnehmer, Arbeitsemigrant
In der Bundesrepublik Deutschland beschrieb der erste Bericht der Bundesanstalt für Arbeit die wirtschaftliche und soziale Lage nichtdeutscher Arbeitnehmer mit der Überschrift „Ausländische Arbeitnehmer 1969“. Diese Bezeichnung ersetzte bei offiziellen Stellen und bei den Gewerkschaften seit damals zunehmend den Begriff Gastarbeiter. „Gastarbeiter“ hatte „Fremdarbeiter“ ersetzt, womit Kriegsgefangene und ausländische Zivilisten in der Zeit des Nationalsozialismus bezeichnet worden waren, die im Deutschen Reich Zwangsarbeit leisten mussten.
Unter ausländischen Arbeitnehmern verstand man in der Bundesrepublik Deutschland damals sowohl die in den ärmeren Mittelmeerländern (Italien, Spanien, Portugal, Griechenland, Jugoslawien und Türkei, den „Anwerbestaaten“) angeworbenen Arbeiter, als auch Ausländer aus den reicheren Nachbarstaaten, wie Österreich, Niederlande, England, Frankreich, unter denen sich häufiger auch qualifizierte Angestellte befanden. Diese spielten aber wegen ihrer wesentlich geringeren Anzahl auch nur eine geringere Rolle.
In der Zeit des wirtschaftlichen Aufschwungs und der Vollbeschäftigung fehlte es an qualifizierten Arbeitskräften für gering qualifizierte Tätigkeiten, vor allem in der Montan- und Automobilindustrie, Stadt- und Gebäudereinigung. Im europäischen Ausland wurden seit 1955 mithilfe von Anwerbebüros und bilateralen Anwerbeabkommen zunächst vor allem weibliche Gastarbeiter angeworben.
Der Begriff des „Gastes“ sprach für sich, da man im Gastland Deutschland einen vorübergehenden Aufenthalt zur Leistung von Arbeit vorsah. Auf der anderen Seite verbietet es die Gastfreundschaft, seinen Gast arbeiten zu lassen. Die Widersprüchlichkeit und Ironie dieses Begriffs wurde auch im Bereich der modernen deutschsprachigen Gastarbeiterliteratur dargestellt.
In den Anwerbeabkommen der ersten Zeit war vorgesehen, dass die Arbeiter wieder in ihr Heimatland zurückkehren und durch neue ersetzt werden sollten, ein „Rotationsprinzip“. Für diejenigen, die dauerhaft blieben, bürgerte sich der Begriff „Arbeitsemigranten“ ein. Er kommt dem wirtschaftlich-sozialen Hintergrund am nächsten.

## Deutschland

### Arbeitsmigration nach Deutschland
Anwerbung von Menschen zum Zwecke der Erwerbsarbeit und des wirtschaftlichen Aufbaus eines Staates wird schon verstärkt seit dem Dreißigjährigen Krieg betrieben, insbesondere Preußen betrieb eine forcierte Zuwanderungspolitik (Peuplierung). Motivation der Anwerbung war dabei aus Sicht des anwerbenden Staates in der Regel noch nicht vorrangig die Suche nach Arbeitskräften für bestehende Betriebe, sondern der Anreiz zum Aufbau neuer Landwirtschaftsbetriebe (und anderer Betriebe) zum Zwecke der Binnenkolonisation bevölkerungs- und strukturschwacher Bereiche innerhalb des Herrschaftsbereich des anwerbenden Staates, sowie der wirtschaftlichen Weiterentwicklung durch das Know-how hochqualifizierter Menschen aus dem Ausland.
Arbeitsmigration im engeren Wortsinne setzt in Zusammenhang mit der Industrialisierung ein.
In den Industrieregionen des Deutschen Reiches bestand Ende des 19. Jahrhunderts insbesondere eine starke Zuwanderung von Polen, die allerdings zum Teil aus den Ostgebieten des Deutschen Reiches stammten (siehe z. B. Ruhrpolen), also zum Teil Binnenmigranten waren. Allerdings war diese Politik nach ca. 1880 durch das Bestreben bestimmt, den nötigen Arbeitskräftezustrom aus dem östlichen Ausland nicht zur Einwanderung geraten zu lassen, sondern in den Bahnen transnationaler Saisonwanderung zu halten. Zu diesem Zwecke etablierte Preußen ab 1890 ein Kontrollsystem zur Steuerung und Überwachung der Arbeitsmigration der polnischen Arbeitskräfte.

#### Entwicklung in der Bundesrepublik Deutschland
Bereits Anfang der 1950er-Jahre wurde in einigen Branchen in der Bundesrepublik ein Arbeitskräftemangel spürbar. Die hohe Zahl der Kriegstoten und -gefangenen sowie ermordeten und geflüchteten Juden schränkte das Arbeitskräftepotenzial ein. Vor allem der Bergbau litt darunter, dass viele neu eingestellte Arbeitnehmer bei der ersten Gelegenheit in Branchen mit weniger harten Arbeitsbedingungen wechselten. Zunächst wurden die Bergbauunternehmen selbst aktiv und warben in Österreich unter den Flüchtlingen aus Siebenbürgen neue Kumpel an. Allerdings blieb die Zahl der so gewonnenen Arbeitnehmer gering. Andererseits kamen durch Flucht und Vertreibung mehrere Millionen Deutsche aus Ostdeutschland und den verstreuten deutschen Siedlungsgebieten in die Bundesrepublik. Bereits in dieser Zeit gab es im Bundeswirtschaftsministerium erste Überlegungen, italienische Arbeiter anzuwerben, was jedoch zunächst auf die Ablehnung der Unternehmer stieß. Unter anderem rechneten sie mit einer geringen Arbeitsleistung sowie der Verbreitung kommunistischer Ideen.
Im Herbst 1953 warb die italienische Regierung in der Bundesrepublik für italienische Gastarbeiter. Auf diesem Weg sollte das Handelsbilanzdefizit durch Überschüsse in der Übertragungsbilanz kompensiert werden, um die Leistungsbilanz der Bundesrepublik gegenüber auszugleichen. Zunächst reagierte die Bundesregierung zurückhaltend auf das Angebot. Vor allem Arbeitsminister Anton Storch wollte zunächst deutsche Arbeitslose aus strukturschwachen Gebieten in Arbeit bringen. Die Gegenposition vertrat Wirtschaftsminister Ludwig Erhard. 1954 begann er eine gezielte Pressekampagne, um eine öffentliche Diskussion über die Anwerbung von ausländischen Arbeitskräften auszulösen. Zeitgleich setzte die italienische Regierung Gespräche über Rahmenbedingungen für die Anwerbung von Arbeitskräften durch. In diesen Verhandlungen wurden das Auswahlverfahren durch die deutsche Arbeitsverwaltung, Lohntransfer und den Familiennachzug geregelt.
Im Sommer 1955 änderte die Bundesregierung offiziell ihre Haltung, auch weil absehbar war, dass der Aufbau der Bundeswehr und die geplante Wehrpflicht weitere Arbeitskräfte binden würde und weil in Frankreich und der Schweiz ebenfalls über die Anwerbung italienischer Arbeiter diskutiert wurde. Eine erste Hochrechnung sah für 1956 einen Anwerbebedarf von 800.000 Arbeitskräften vor. Am 20. Dezember 1955 wurde das deutsch-italienische Anwerbeabkommen unterzeichnet. Die „Vereinbarung über die Anwerbung und Vermittlung von italienischen Arbeitskräften nach der Bundesrepublik Deutschland“ vom 20. Dezember 1955 regelte die praktische Durchführung der Arbeitsvermittlung in Italien von der Anforderung der deutschen Betriebe über die Auswahl der Bewerber in Italien bis hin zu Anreise, Lohnfragen und Familiennachzug. Zunächst sollten Saisonarbeiter für die Landwirtschaft und für das Hotel- und Gaststättengewerbe angeworben werden. Die Arbeitsverträge waren auf sechs oder zwölf Monate befristet, doch bereits kurz nach Unterzeichnung des Abkommens reichten Betriebe aus allen Branchen, besonders Industrie und Bergbau, Vermittlungsaufträge ein, die verstärkt zur Anwerbung von männlichen Arbeitskräften führten.
Weitere Anwerbeverträge wurden geschlossen, 1960 mit Griechenland und Spanien, 1961 mit der Türkei, 1963 mit Marokko, 1964 mit Portugal, 1965 mit Tunesien und 1968 mit Jugoslawien.
Die Bundesrepublik Deutschland war nicht durchgängig als einziges an der Entsendung von Gastarbeitern interessiert – vielfach machten auch die Entsendeländer selbst Druck auf die Behörden Westdeutschlands, Gastarbeiter in großem Stil aufzunehmen. Dies betraf insbesondere die Türkei: Legationsrat Ercin von der türkischen Botschaft übermittelte 1960 den Wunsch seiner Regierung nach Abschluss einer Wanderungsvereinbarung. Eine deutsche Ablehnung würde von seiner Regierung als eine „Zurücksetzung“ des NATO-Mitglieds Türkei besonders gegenüber Griechenland betrachtet werden. „Sowohl Anfang der sechziger Jahre als auch zu Beginn der siebziger Jahre war die Türkei darauf angewiesen, Arbeitskräfte ins Ausland zu schicken, da sie nur auf diese Weise die Arbeitslosigkeit im Land reduzieren und mit Hilfe der regelmäßigen Gastarbeiterüberweisungen ihr hohes Außenhandelsdefizit ausgleichen konnte,“ so der ehem. Leiter des Zentrums für Türkeistudien, Prof. Faruk Şen, 1980 in seinem Buch „Türkische Arbeitnehmergesellschaften“. Das deutscherseits federführende Bundesinnenministerium legte seinerseits Wert darauf, in der Anwerbevereinbarung die Aufenthaltsgenehmigungen jeweils auf maximal zwei Jahre zu beschränken. Es solle „deutlich gemacht werden, daß eine Dauerbeschäftigung türkischer Arbeitnehmer im Bundesgebiet und eine Einwanderung, auf die auch von der Türkei kein Wert gelegt wird, nicht vorgesehen sind“.
Im Juli 1954 betrug der Anteil der Gastarbeiter an der Gesamtzahl der beschäftigten Arbeitnehmer noch 0,4 Prozent. Der große Schub begann etwa 1960, als diese Gastarbeiterquote noch bei 1,5 Prozent lag. 1960 war das erste Jahr der Vollbeschäftigung. Im September 1971 erreichte die Gastarbeiterquote bereits 10,3 Prozent. Nach dem Bau der Berliner Mauer 1961 verlor die Bundesrepublik mit der DDR eine wichtige Quelle für Arbeitskräfte, zugleich wuchs die Wirtschaft weiter, so dass die Anwerbung verstärkt und auf weitere Länder ausgedehnt wurde.
Zunächst lebten die Arbeiter unter schlechten Bedingungen in Baracken. Allerdings begann in den 1960er Jahren der Familiennachzug.
Im September 1964 wurde Armando Rodrigues de Sá zum millionsten Gastarbeiters der BRD auserkoren. Arbeitgeberverband, Arbeitsverwaltung und ein Riesenaufgebot von Fernsehen, Funk und Presse empfingen den portugiesischen Zimmermann feierlich auf dem Bahnhof Köln-Deutz, die Werkskapelle spielte Georges Bizets Auf in den Kampf Torero!, der damaligen Bundesinnenminister begrüßte ihn und er wurde mit einem Strauß Nelken, einer Ehrenurkunde sowie einem zweisitzigen Zündapp-Moped (heute im Haus der Geschichte) feierlich willkommen geheißen.
1973 gab es bereits rund vier Millionen Gastarbeiter und Angehörige in der Bundesrepublik. Im selben Jahr einigte man sich auch auf einen Anwerbestopp aufgrund der drohenden Wirtschafts- und Ölkrise. Mit dem umstrittenen Rückkehrhilfegesetz zur finanziellen Förderung der Rückkehrbereitschaft ausländischer Arbeitnehmer versuchte die Bundesregierung 1983/84 eine Entlastung des Arbeitsmarktes aufgrund zunehmender Arbeitslosigkeit zu erzielen.
Seit etwa 1990 kamen wegen des Zerfalls des Ostblocks und der Erweiterung der Europäischen Union auch Gastarbeiter aus Osteuropa nach Westeuropa.
Von 14 Millionen in die Bundesrepublik eingereisten Gastarbeitern kehrten etwa 12 Millionen wieder zurück.

#### Entwicklung in der DDR

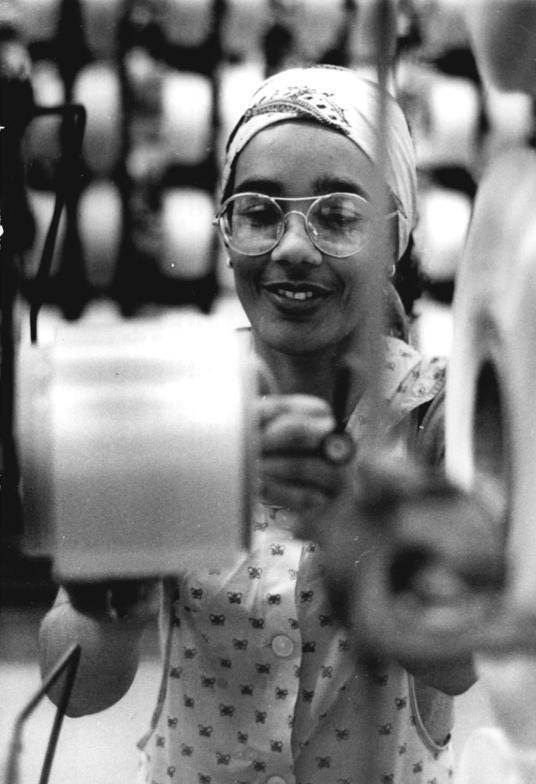
Nilda Madraso erlernte als kubanische Gastarbeiterin Mitte der 1980er Jahre den Beruf eines Chemiefaserfacharbeiters im Chemiefaserkombinat „Wilhelm Pieck“ Schwarza (DDR)

In der Deutschen Demokratischen Republik (DDR) nahmen die Vertragsarbeitnehmer eine ähnliche Rolle ein. 1989 waren 94.000 Vertragsarbeitnehmer in der DDR ansässig, zwei Drittel waren vietnamesischer Herkunft. Andere Herkunftsländer waren Kuba, Algerien, Mosambik, Angola, Polen und Ungarn. Sie wurden zeitlich befristet bis zu fünf Jahren in DDR-Betrieben beschäftigt. Die Arbeitnehmer wohnten in speziellen Wohnsiedlungen. Eine Integration dieser Arbeitskräfte, die häufig nur unzureichend Deutsch konnten, in die DDR-Gesellschaft war nicht angestrebt und fand nur in den seltensten Fällen statt.

#### Folgen
Der Begriff Gastarbeiter verlor 1964 mit der Aufgabe des Rotationsprinzips an Relevanz. Die ehemaligen Immigranten werden heute als Migranten der ersten Generation bezeichnet.
Bereits Anfang der 1970er-Jahre zeigte sich, dass die ursprüngliche Annahme eines befristeten Aufenthaltes in Deutschland verfehlt war. Das ursprünglich angestrebte Rotationsmodell fiel unter Druck der Arbeitgeber, welche sich die Kosten des erneuten Anlernens ersparen wollten. Durch Gesetze wurde der Nachzug von Familienangehörigen geregelt, eine Möglichkeit, die auch von vielen der Migranten genutzt wurde. 1973 erfolgte ein Anwerbestopp von Gastarbeitern wegen der Ölkrise, bis ins 21. Jahrhundert unterbrochen allein von der Green-Card-Offensive. Dadurch wurde die Bundesrepublik Deutschland de facto zu einem Einwanderungsland, wenngleich dies bis Ende der 1990er-Jahre von allen bundesdeutschen Regierungen zwar nicht bestritten, so doch zumindest ignoriert wurde und eine aktive Integrationspolitik nicht gewünscht war.

### Auswanderung
Auswandernde deutsche Arbeitskräfte bevorzugen die Schweiz. Ein Drittel der Schweizer möchte aber weniger Deutsche im Land und den Zuzug von Arbeitskräften aus Deutschland begrenzen.
Anfang des 18. Jahrhunderts führten wirtschaftliche Probleme in Deutschland zu einer Auswanderungswelle in die Vereinigten Staaten. Um das Jahr 1850 wanderten fast eine Million Deutsche in die Vereinigten Staaten aus, bildeten Ende des 19. Jahrhunderts die größte Einwanderergruppe und maßgeblich die dortigen Gewerkschaften.

### Politische Debatte
Angesichts eines erklärten Fachkräftemangels in Deutschland werben Organisationen wie die German Scholars Organization (GSO) und Return to Bavaria um Rückkehrer. Einzelnen in der Schweiz tätigen Hochschulprofessoren bot die GSO bis zu 100.000 Euro für ihre Rückkehr. Der Sachverständigenrat deutscher Stiftungen für Integration und Migration (SVR) sprach sich 2015 für branchenspezifische Mobilitäts- und Rückkehrer-Programme aus, um junge gut Qualifizierte zu werben, dauerhaft zu binden oder wieder zurückzuholen. Unter den Auswanderern aus Deutschland und den Rückkehrern sind jeweils rund 80 % Hochqualifizierte.
Angesichts des Drucks der anwachsenden Zahlen von Asylbewerbern und dem Fachkräftemangel sprechen sich einzelne Politiker dafür aus, die Nachfrage gut ausgebildeter Personen nach Asyl zum Teil in eine Arbeitsmigration nach Deutschland umzulenken. So schlug der Präsident des Bundesamts für Migration und Flüchtlinge Manfred Schmidt im Oktober 2013 vor, qualifizierte Personen bereits vor dem Asylantrag, in einer neu einzurichtenden Vorstufe des Asylverfahrens, als Arbeitsmigranten aufzunehmen. Sachsens Innenminister Markus Ulbig strebt hingegen an, qualifizierte Personen aus bereits länger laufenden Asylverfahren aufzunehmen. Bundesinnenminister Hans-Peter Friedrich erklärte, ein humanitäres Problem könne nicht mit den Mitteln der Arbeitsmigration gelöst werden; Experten der Bundesagentur für Arbeit und der IHK verwiesen auf das Erfordernis, die unter Flüchtlingen vorhandenen Qualifikationen und Potenziale überhaupt zu erfassen. Diese Debatte wird im Zuge der Flüchtlingskrise in Europa 2015 erneut geführt.

## Arbeitsmigration weltweit
Weltweit führten die wachsenden industriellen Zentren zu neuartigen Arbeitswanderungen. Auslöser war oft die koloniale Plantagenwirtschaft und der Abbau von Bodenschätzen (etwa Guano und Kupfer in Chile, Silber und Zinn in Bolivien, Pfeffer und Kautschuk in Malaya, Blei, Zink und Kupfer in Nordrhodesien, Kupfer und Uran im Belgischen Kongo).
Ähnlich wie Deutschland begannen nach dem Zweiten Weltkrieg auch andere europäische Länder, Gastarbeiter anzuwerben, beispielsweise Frankreich oder Großbritannien. Diese warben vermehrt in den Ländern, die damals oder einstmals zu ihren Kolonien zählten.
Durch den Ölboom warben auch viele nahöstliche Staaten Gastarbeiter an, vor allem aus Pakistan, Indien und Bangladesch, aber auch aus ärmeren arabischen Ländern und Afrika südlich der Sahara. In manchen Ländern, wie etwa in Kuwait, machen Arbeitsemigranten bis zu 80 % der Wohnbevölkerung aus. Integrationsbestrebungen gibt es hier im Allgemeinen kaum, und es ist oft gesetzlich auch nach Jahrzehnten nicht möglich, die Staatsbürgerschaft zu erlangen. Besondere Einschränkungen entstehen für Migrantinnen in diesem Raum durch die Abhängigkeit vom kafala-System.
Auch in den USA ist eine Arbeitsmigration zu betrachten, vorwiegend aus Mexiko. Der Demograph Jeff Passel schätzte die Zahl der illegalen Einwanderer in den USA im März 2004 auf 10,3 Millionen, davon sollen 57 % oder 5,9 Millionen Mexikaner sein.
Umgedreht wandern viele US-Amerikaner in die Maquiladora-Region im amerikanisch-mexikanischen Grenzgebiet. Hier sind größtenteils Branchen der Textil-, Elektro-, Elektronik- und Möbelindustrie vorzufinden, die von den Vorteilen des nordamerikanischen Freihandelsabkommen (NAFTA) profitieren. Weitere Arbeitsmigranten kommen unter anderem aus China, den Philippinen, Indien und Vietnam.
Die Einwanderung hat durchweg einen positiven Einfluss auf das relative Gehaltsniveau der im Inland geborenen Beschäftigten. In Gegensatz hierzu werden die früher Eingewanderten durch die später Eingewanderten einem Wettbewerbsdruck ausgesetzt, da sie eine ähnliche Qualifikationsstruktur aufweisen, und verlieren dadurch an relativem Gehaltseinkommen.
In Asien gibt es Millionen von Arbeitsmigranten; den höchsten Anteil machen sie in Singapur aus, wo die Ausländer etwa 30 % der Arbeitskräfte stellen, sowie in jüngster Zeit in den Arabischen Emiraten (85 % Ausländeranteil in Dubai).
Vom Westen fast vollkommen unbeachtet findet in Westafrika Arbeitsmigration in großem Stile statt. Millionen von jungen Menschen vor allem aus den Sahelländern arbeiten unter oft unmenschlichen Bedingungen etwa auf Plantagen in den Küstenstaaten wie Ghana, Elfenbeinküste und Liberia, aber auch in Senegal. Auch Großstädte wie Lagos und die nigerianische Erdölindustrie haben große Anziehungskraft.
Die Unterschätzung der erforderlichen Integrationsleistungen durch den Staat und die Gesellschaft der Aufnahmeländer, aber auch durch die Migranten selbst kommentiert Max Frisch mit dem zum geflügelten Wort gewordenen Spruch: „Wir riefen Arbeitskräfte und es kamen Menschen.“ (Anlass dazu waren die Diskussionen über Ausländer und Überfremdung in der Schweiz in den 1960er Jahren; Grund für die Diskussionen war die zahlenmäßig große Immigration, insbesondere italienischer Einwanderer/Saisonniers).

## Illegale Arbeitsmigranten
Anders als in Deutschland kam es in anderen Ländern immer wieder zu umfangreichen Legalisierungsmaßnahmen der zuvor irregulären Einwanderer.
Im Jahr 2004 erlaubte die thailändische Regierung allen nicht autorisierten Ausländern, die vor dem November 2003 gekommen waren, sich registrieren zu lassen. 1,5 Millionen Personen nutzten diese Möglichkeit. In Spanien haben von Februar 2005 bis Mai 2005 700.000 irreguläre Einwanderer eine Aufenthaltserlaubnis beantragt.
Da die Möglichkeiten zur legalen Migration für viele Menschen sehr begrenzt sind, nutzen viele Migranten die Hilfe von Fluchthelfern oder Menschenschmugglern. Dabei kommt es immer wieder zu Todesfällen. Im Juni 2000 waren im Hafen der englischen Stadt Dover 58 asiatische Flüchtlinge erstickt in einem Lastwagen aufgefunden worden.

## Auswirkungen auf den Arbeitsmarkt
Nach einer Studie des britischen National Institute of Economic and Social Research ist kein statistischer Zusammenhang zwischen einer hohen Einwanderungsquote und hoher Arbeitslosigkeit erwiesen; es gebe sogar ein schwaches Indiz für eine Wirkung in die entgegengesetzte Richtung, dass nämlich eine hohe Einwanderungsquote die Wirtschaft stimuliere und dadurch die Arbeitslosigkeit auch von Niedrigqualifizierten mindere.
Kommt es auf dem Markt zu einer Annäherung der Lohnsätze verschiedener Länder durch Migration, spricht man von Lohnkonvergenz.
Nehmen Einwanderer Positionen in den unteren sozialen Schichten ein und kommt es in diesem Zusammenhang zu einem sozialen Aufstieg Einheimischer, nennt man dies in Anlehnung an den Soziologen Hans-Joachim Hoffmann-Nowotny eine Unterschichtung.

## „Brain-Drain“ vs. „Brain-Gain“
Als „Brain-Drain“ (von engl. brain drain, „Gehirnabfluss“) bezeichnet man die Auswanderung der qualifizierteren Bevölkerungsschichten, wenn diese nicht die Möglichkeiten gegeben sehen, im eigenen Land eine ihrer Ausbildung entsprechende Arbeit zu finden und davon leben zu können. Brain Drain führt oft zu einem Teufelskreis: Durch einen Mangel an qualifiziertem Personal verschlechtert sich die Attraktivität des Standorts und damit auch die wirtschaftliche und gesellschaftliche Situation noch weiter. Brain Drain findet auch zu Zeiten statt, wo ansonsten der Migration enge Riegel vorgeschoben sind, da trotz aller Einwanderungsbeschränkungen Experten noch immer gesucht sind.
Viele Länder, vor allem aber die OECD-Staaten, haben „Brain-Gain“-Programme eingeführt, um diese Entwicklung aufzuhalten. Dabei versucht man durch besondere Angebote und Unterstützung vor allem für junge Akademiker, diese zum Bleiben zu bewegen. Ein Schwerpunkt ist dabei oft auch, das Bildungssystem zu verbessern, da ein Studium in einem anderen Land erfahrungsgemäß oft der erste Schritt zum Auswandern ist. Der Erfolg solcher Bestrebungen hält sich jedoch in Grenzen, da sie ohne Verbesserung der allgemeinen Situation meist nicht viel mehr als Absichtserklärungen sind.
Mittlerweile halten viele Wissenschaftler die Theorie des Brain-Drain allerdings für überholt oder jedenfalls zu undifferenziert. Eindrückliches Beispiel für den neuen Forschungsansatz, der in der Migration von Fachkräften eine Entwicklungsperspektive für ärmere Staaten sieht, ist der indische IT-Sektor. Seit den sechziger Jahren wanderten viele indische Fachkräfte in die USA ab, wo sie wesentlich zum Boom der dortigen Branche beitrugen. Dort konnten sie auch Kapital und Know-how sowie Kontakte aufbauen. In den neunziger Jahren wanderten viele wieder zurück nach Indien und gründeten selbst Unternehmen, von denen die indische Wirtschaft stark profitierte und welche durch die weltweite IT-Krise weitere komparative Kostenvorteile realisieren konnte.
Darüber hinaus finden die Rücküberweisungen von Migranten in ihre Heimatländer immer mehr Beachtung. Sie übersteigen die global registrierte staatliche Entwicklungshilfe (ODA) und in vielen armen Ländern macht sie den größten Anteil am Bruttoinlandsprodukt (BIP) aus (in El Salvador etwa 18 %).
Zweifellos Gültigkeit besitzt der Brain-Drain-Ansatz jedoch hinsichtlich medizinischen Personals, dessen Ausbildung sehr teuer ist und an dem es allen ärmeren Staaten (außer Kuba) fehlt.